# 건달본색
"건달 본색"은 한국에서 제작된 방현준 감독의 2001년 액션 영화이다. 모은종 등이 주연으로 출연하였다.

## 출연

### 주연
- 모은종
- 한영광
- 홍윤정

## 기타
- 제작지원: 선옥두
- 제작지원: 원만석
- 조명: 김성구
- 무술지도: 방현준